# Corydoras australis
Corydoras australis és una espècie de peix de la família dels cal·líctids i de l'ordre dels siluriformes.